# Parc d'État de Beacon Rock
Le parc d'État de Beacon Rock (en anglais : Beacon Rock State Park) est un parc d'État de l'état de Washington, situé à environ 55 km à l'est de Vancouver (Washington) et à 1 km à l'ouest de North Bonneville. 
Son nom provient du rocher-phare du parc (voir photo d'illustration) dont le nom fut donné par Lewis et Clark lors de leur exploration de l'ouest américain (1805-1806) jusqu'à la côte Pacifique.
Il totalise une surface de 1 804 hectares et fut créé en 1935, après la donation de terres.

## Historique

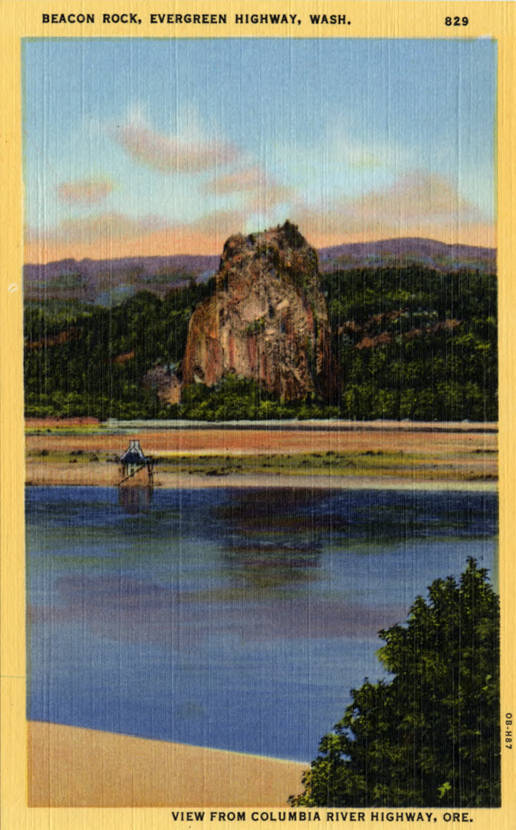
Carte postale de Beacon Rock, années 1940.

Beacon Rock est situé sur le cratère d'un jeune volcan entré en éruption il y a environ 57 000 ans ; ce cratère était conique, jusqu'à ce que les eaux de crue et de fonte du dernier âge glaciaire viennent éventrer ses flancs. 
Les Amérindiens étaient déjà conscients que cette zone marque la fin des rapides du fleuve Columbia et le début de l'influence des marées de l'océan Pacifique, à environ 200km à l'ouest. Le nom originel (Chinook) de Beacon Rock est Che-Che-op-tin, qui signifie «le nombril du monde» en langue Chinook.
Les nombreux noms francophones de la région rappellent au visiteur que des trappeurs et explorateurs français et canadiens s'installèrent dans la région, aux côtés des amérindiens, entre le XVIIe siècle et la fin du XVIIIe siècle.
Au début du XIXe siècle, pendant l'expansion territoriale des Etats-Unis, l'expédition de Lewis et Clark campa deux fois à Beacon Rock : en novembre 1805 lors de son voyage vers le Pacifique ; puis en 1806 lors du voyage retour. D'après les notes des carnets de voyage, c'est cette expédition qui lui donne son nom actuel.
Henry J. Biddle, éminent botaniste, géologue et ingénieur, acheta le rocher vers 1916 et construisit un sentier jusqu'au sommet, une merveille d'ingénierie pour l'époque. En 1935, ses héritiers cèdent le rocher à l'État dans le but express d'en faire un parc naturel.
Le Civilian Conservation Corps (CCC) établi un camp à Beacon Rock en 1935 et développe des installations (chemins, cabanes, canalisation, etc.) à base de maçonnerie de pierre et d'ébénisterie, toujours visibles de nos jours.

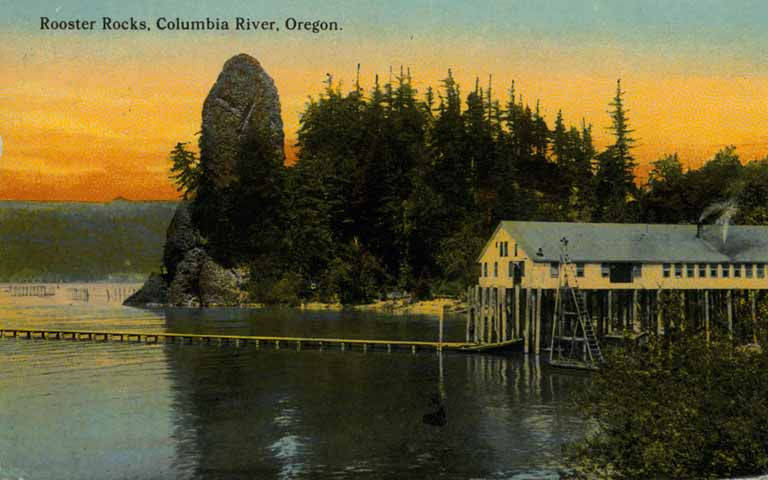
Conserverie à saumon, à quelques kilomètres en aval du Columbia, 1911.
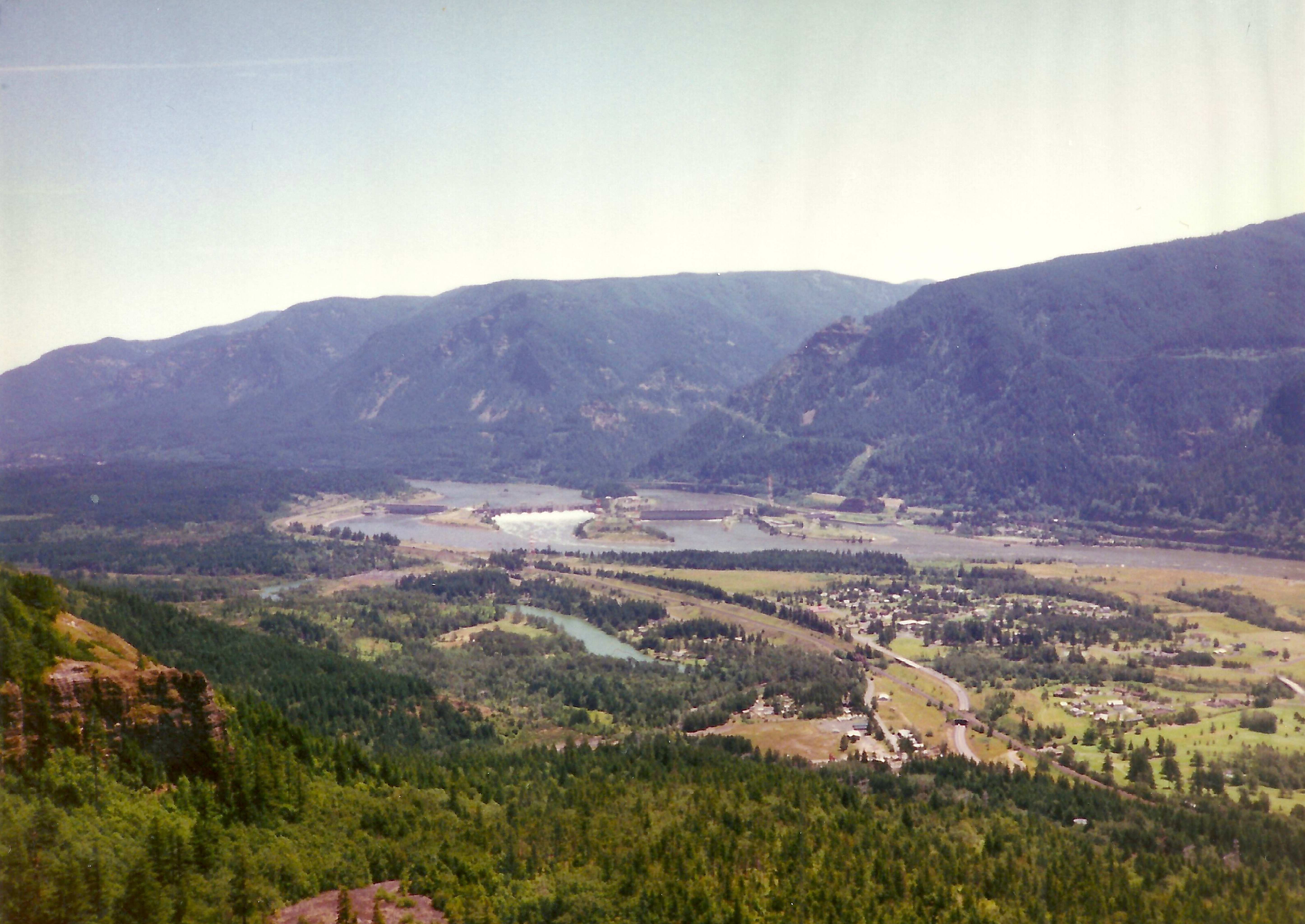
Le barrage de Bonneville depuis Beacon Rock (1997).

## Géographie
Le parc est situé dans le comté Skamania County.
L'entrée du parc est en bordure du fleuve Columbia et est donc intimement lié à son évolution géomorphologique.
Ses deux sommets sont : Beacon Rock (258m) et Little Beacon Rock (221m). 
Bien que le sommet Phlox Point (901m) se trouve juste en dehors des limites ouest du parc, sa crête d'accès est en grande partie dans le Beacon Rock SP ; ainsi, des pistes à plus de 800m peuvent être parcourues sous la neige en hiver notamment.
Le parc est lui-même entouré quasi-intégralement d'autres zones naturelles, de parcs ou de zones protégées :
- au sud : le Pierce National Wildlife Refuge («Refuge faunique national Pierce») et l'île Pierce ;
- à l'ouest et au nord : Gifford Pinchot National Forest («Forêt nationale Gifford Pinchot») ;
- au nord-est : Table Mountain Natural Resources Conservation Area («Zone de conservation des ressources naturelles de la montagne de la Table») ;
- à l'est : la Gifford Pinchot National Forest.

Le tout faisant partie de «l'ensemble paysager» : Columbia River Gorge National Scenic Area.
Le parc compte huit sentiers pédestres et équestres étagés entre 10m et 258m d'altitude.

### Géologie

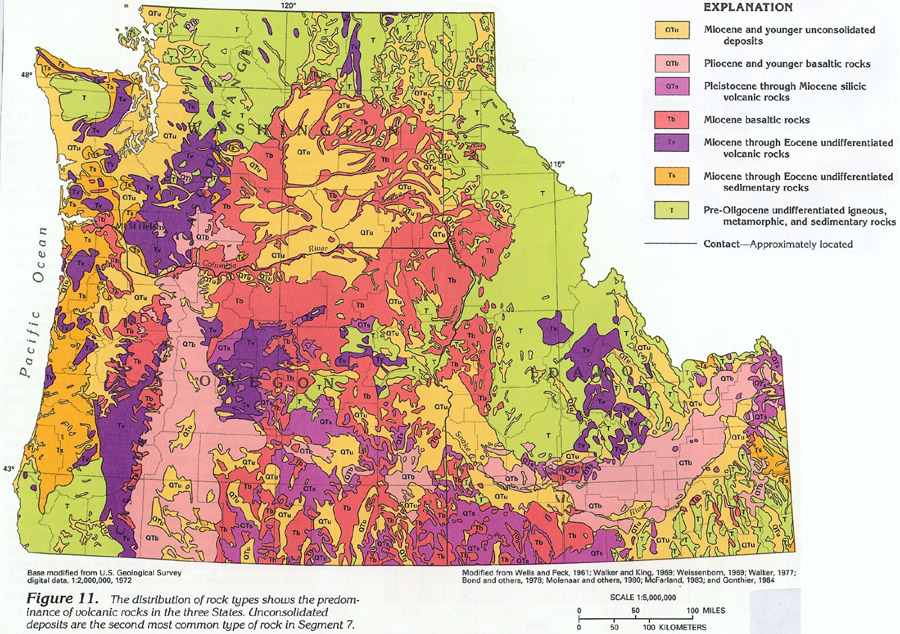
Carte géologique du nord-ouest des Etats-Unis (Washington, Oregon, Idaho), faisant apparaître la zone volcanique sillonnée par le fleuve Columbia au centre-gauche de la carte.

La géologie de l'ensemble du parc est celle d'une zone volcanique du Miocène, avec une roche basaltique dominante (voir carte géologique ci-contre).

## Informations et services
Les services sur place incluent :  un terrain de camping ; des sentiers de randonnée entretenus ; une salle de repos ; des toilettes publiques ; un quai d'accostage et un ponton. Le parc dispose en outre de deux abris-cuisines avec électricité, de deux tables de pique-nique abritées et de 53 tables de pique-nique de plein air.
Beacon Rock offre de nombreuses possibilités d'escalade et est considéré comme l'un des meilleurs sites d'escalade traditionnelle du nord-ouest. Les grimpeurs doivent cependant savoir où et quand ils grimpent en raison des restrictions imposées par la direction. Seul le coin nord-ouest est ouvert à l'escalade toute l'année. La face est est fermée toute l'année en raison de la sensibilité de l'environnement. Le reste du rocher Beacon est fermé à l'escalade du 1er février à la mi-juillet annuellement afin de protéger l'habitat sensible de la faune.
Il est possible de pêcher l'esturgeon, le saumon, la truite arc-en-ciel, l'achigan et le doré jaune dans le cours inférieur du fleuve, en aval du barrage de Bonneville.
Le parc est également un lieu prisé pour les mariages.

## Galerie photo

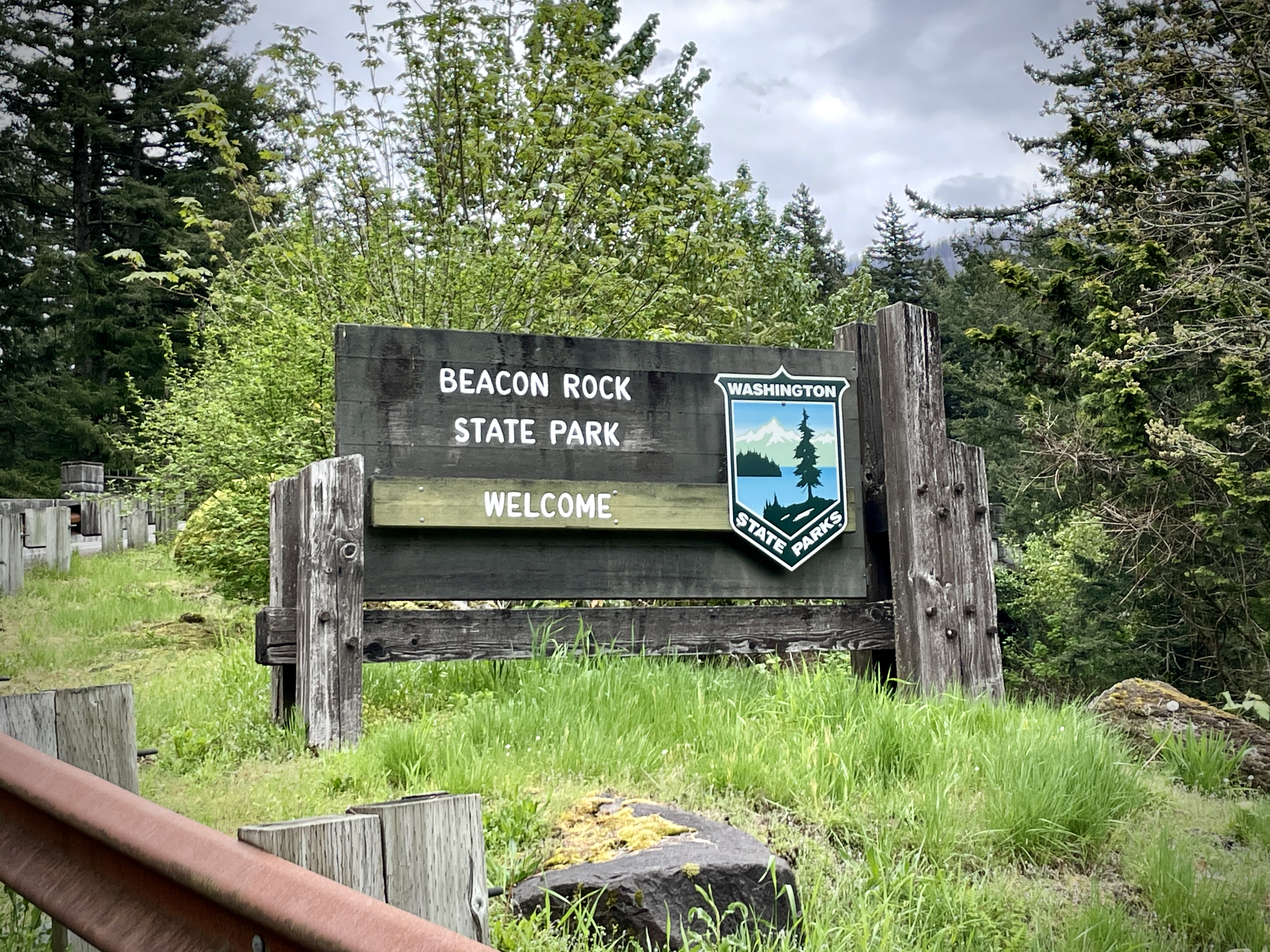
Entrée du parc, à partir de l'autoroute Evergreen.
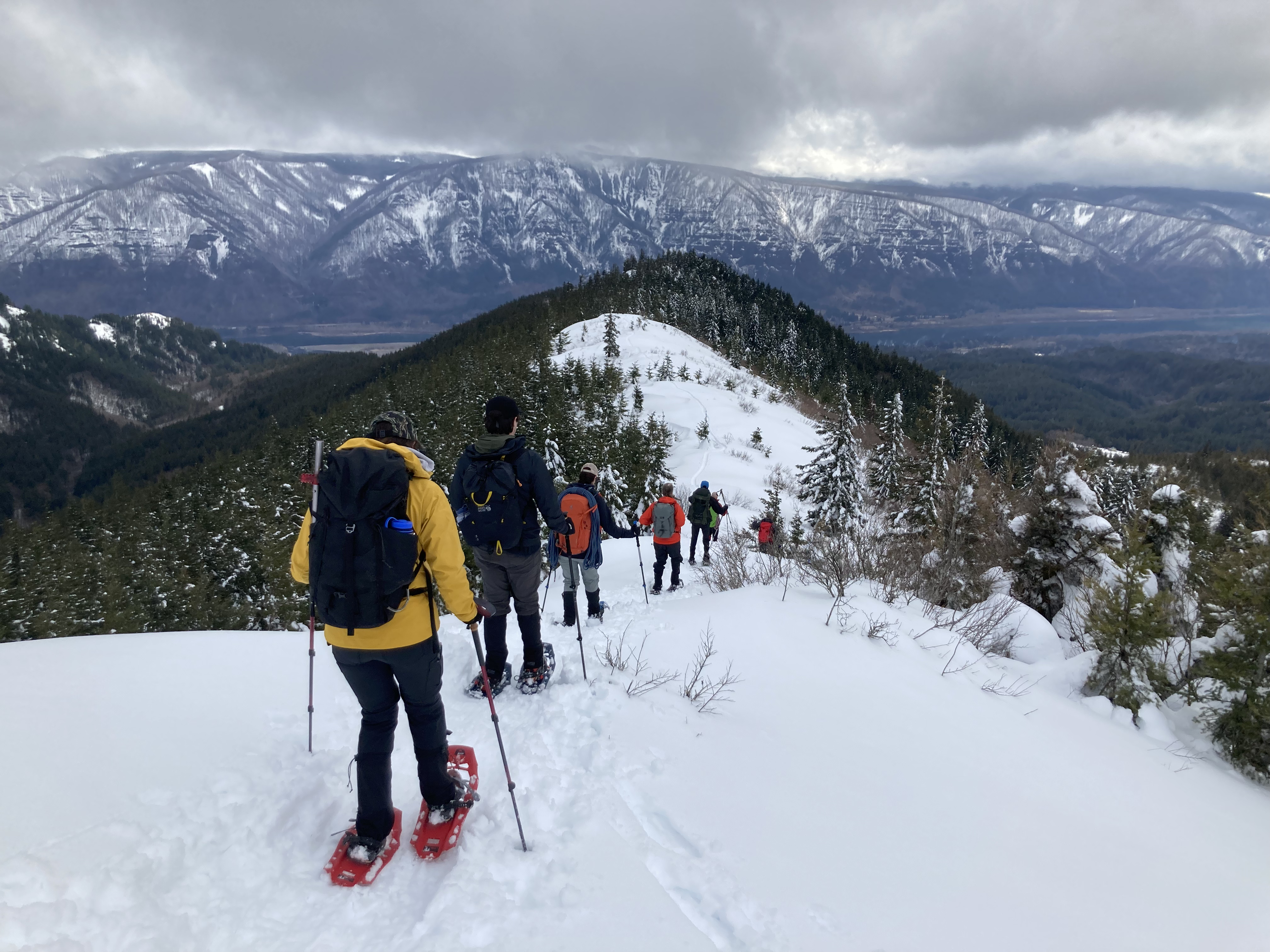
L'hiver sur Hardy Ridge (mars 2023).
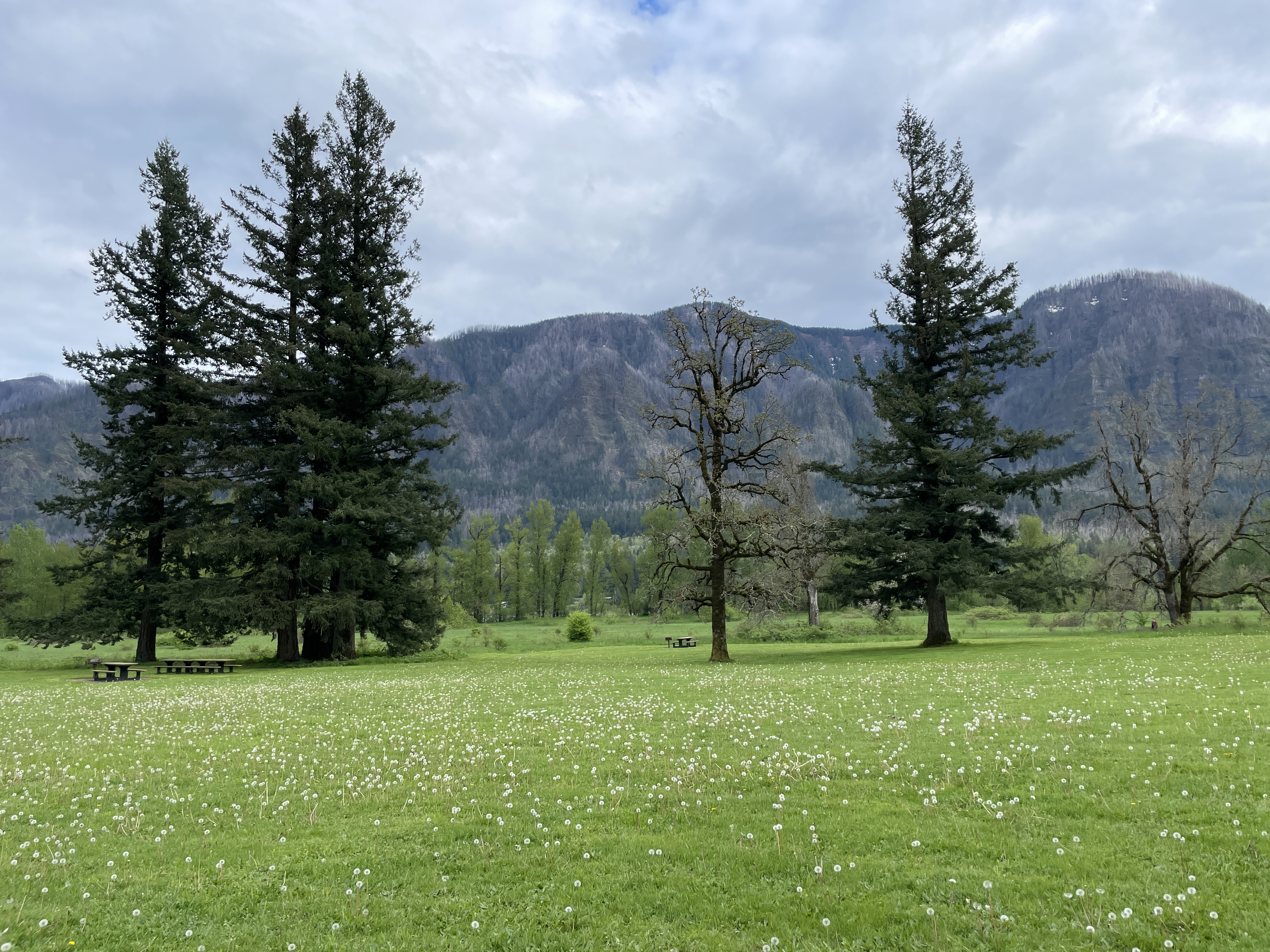
Prairie arborée dans le sud du parc au printemps (mai), la neige s'accroche sur les collines.
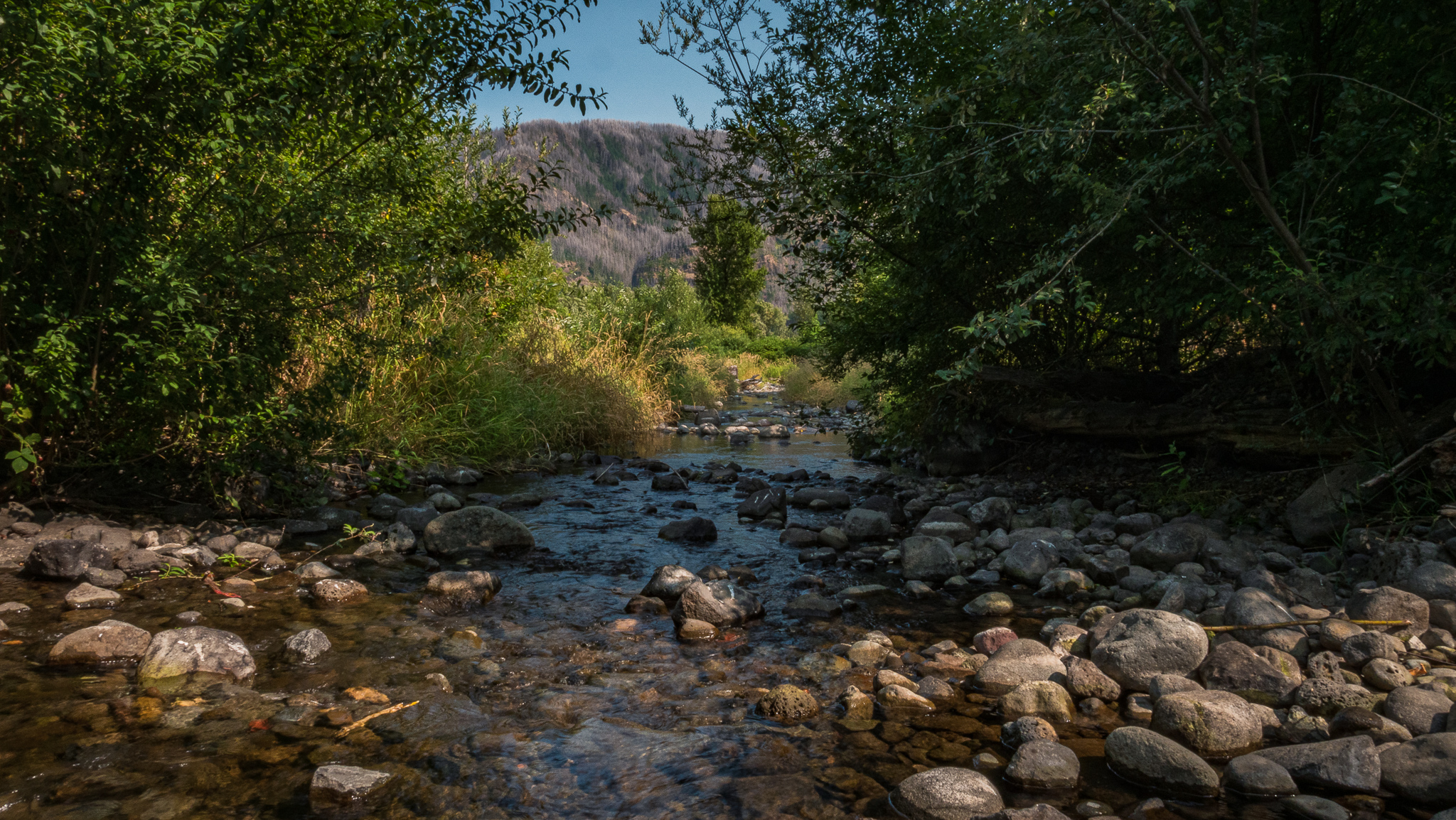
L'été, le parc retrouve toutes ses couleurs...
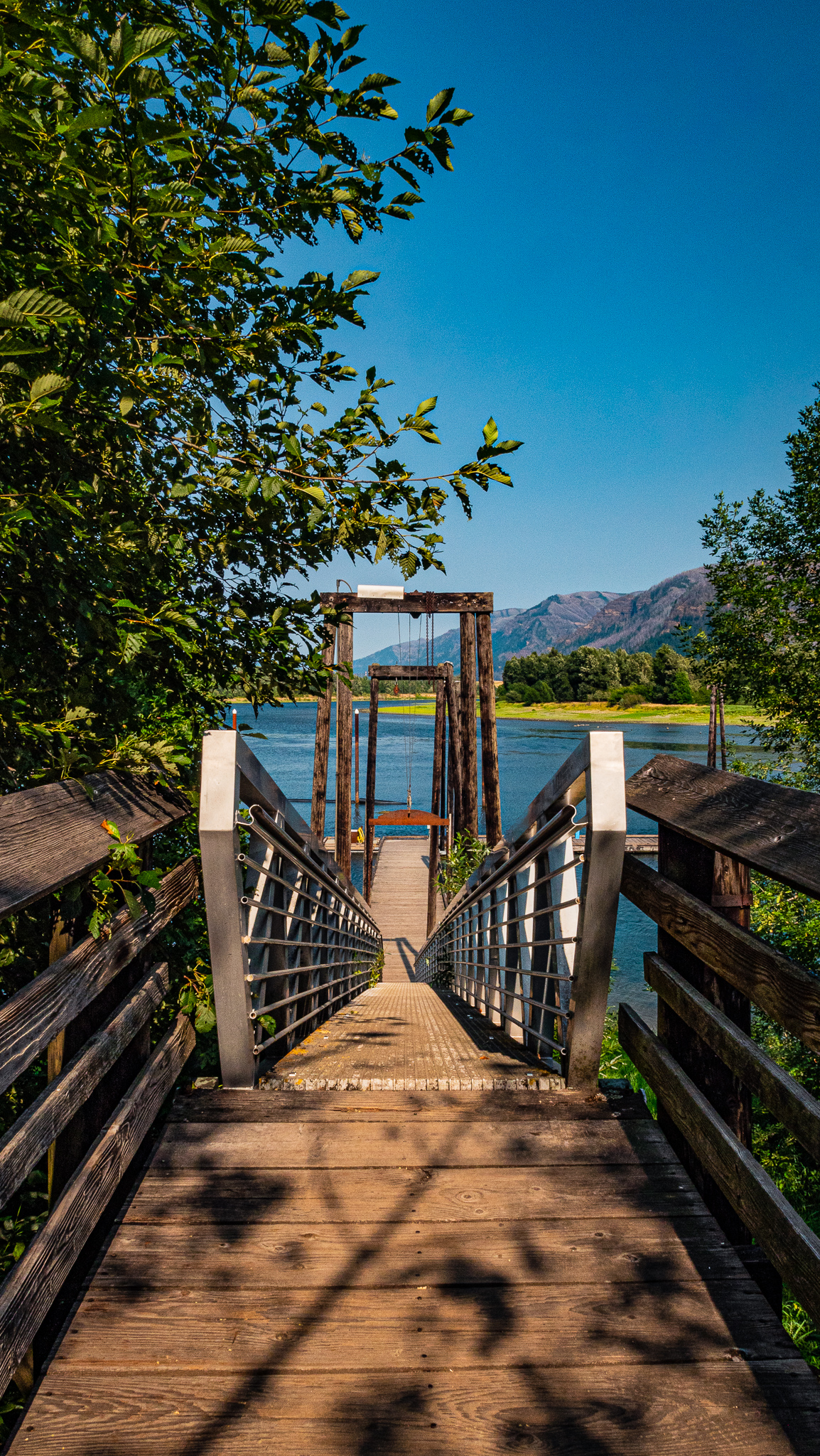
Un ponton sur le fleuve (août 2021).
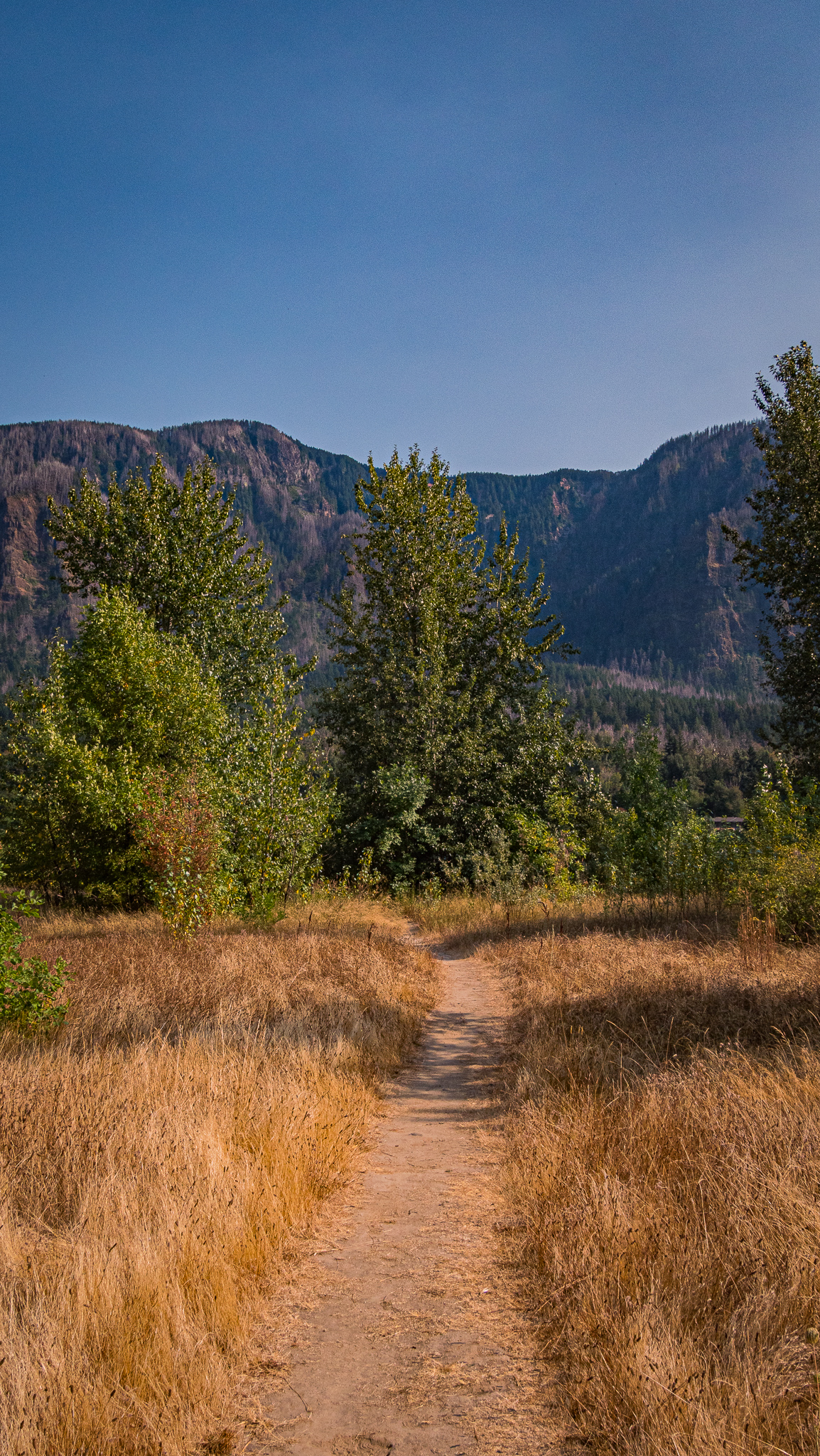
Un chemin herbeux (août 2021).
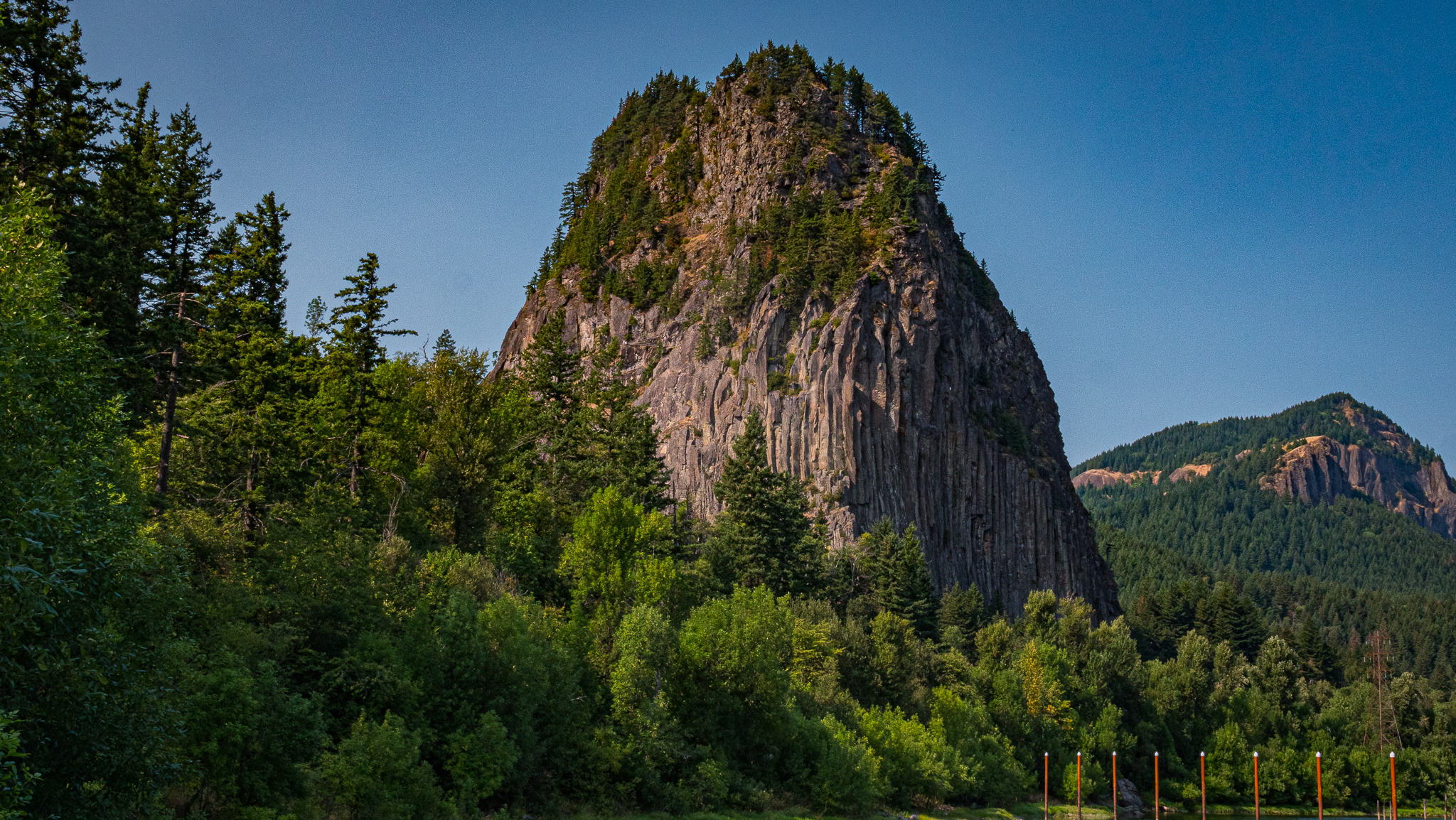
Le Beacon Rock (août 2021).
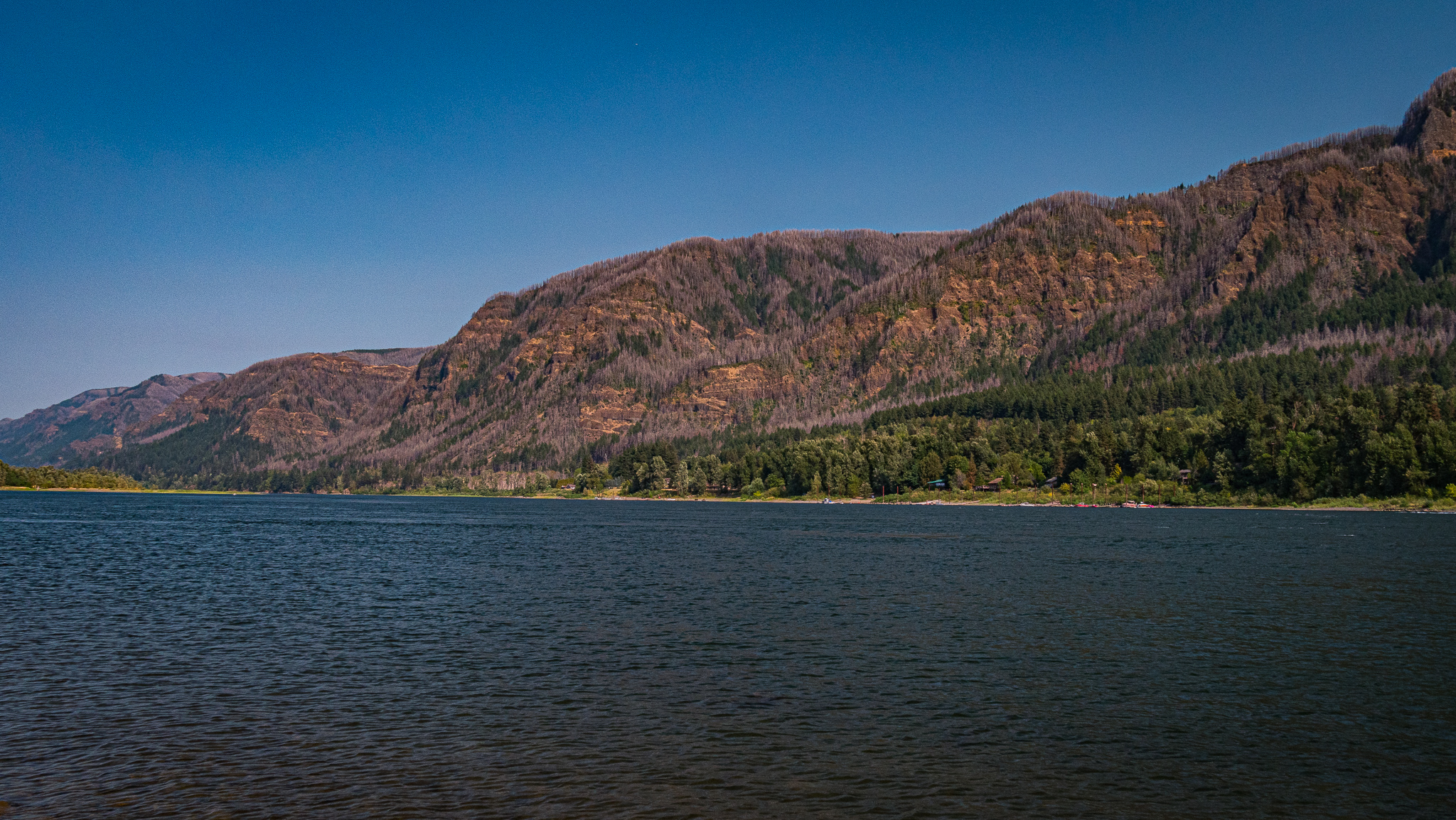
Paysage typique des gorges du Columbia dans le parc.
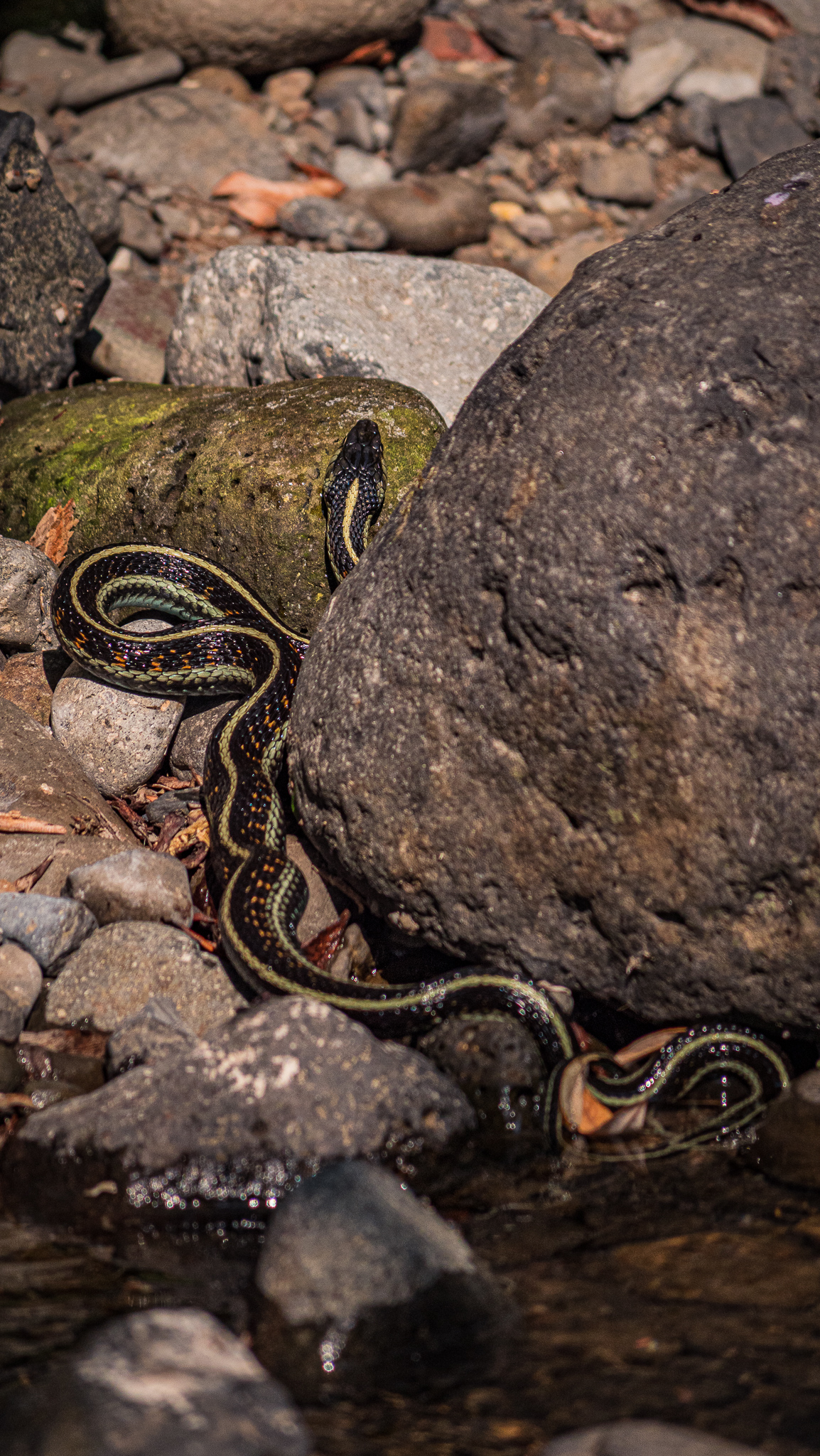
Couleuvre près d'un étang (août 2021).
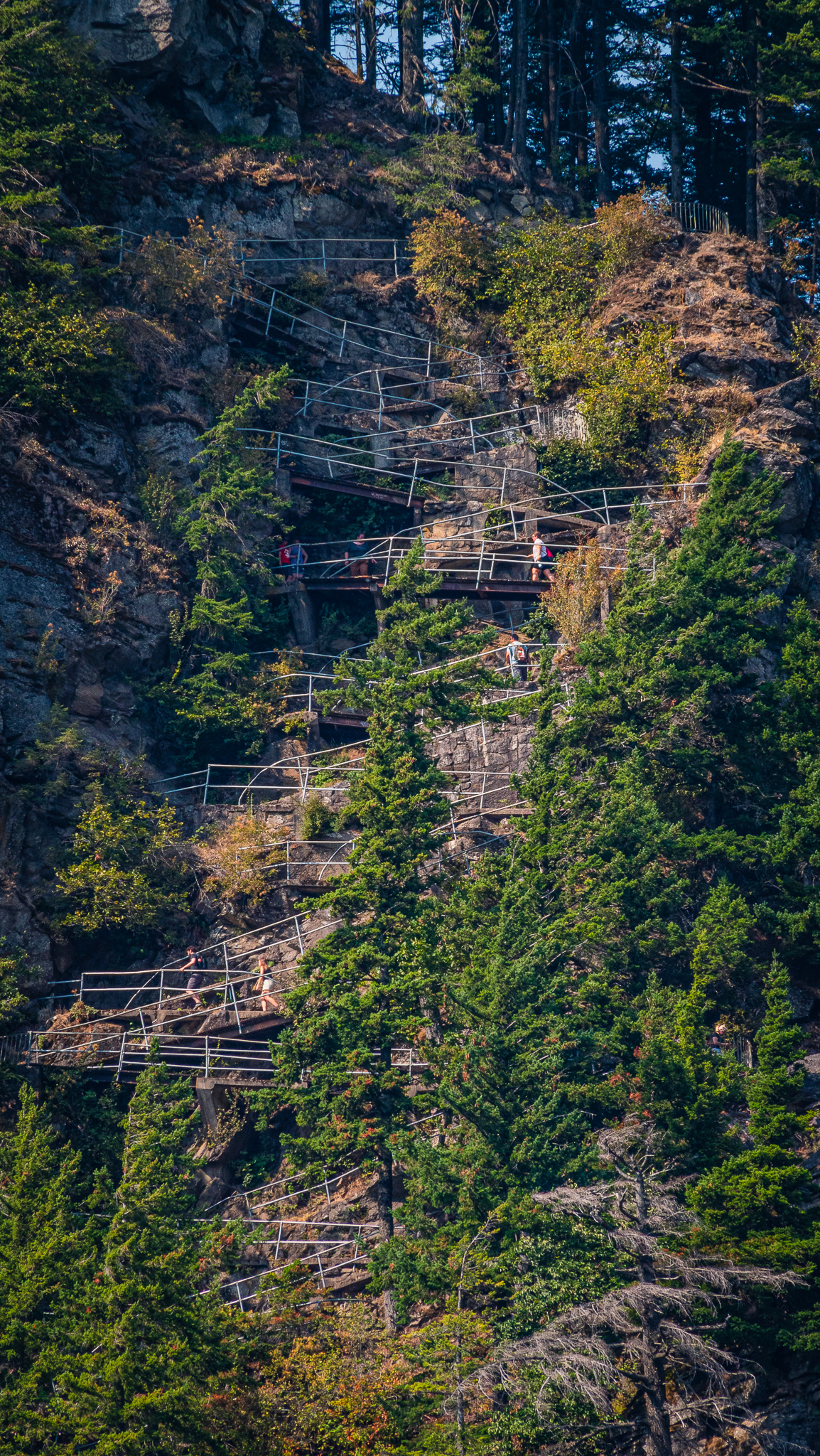
Chemin d'accès au Beacon (août 2021).
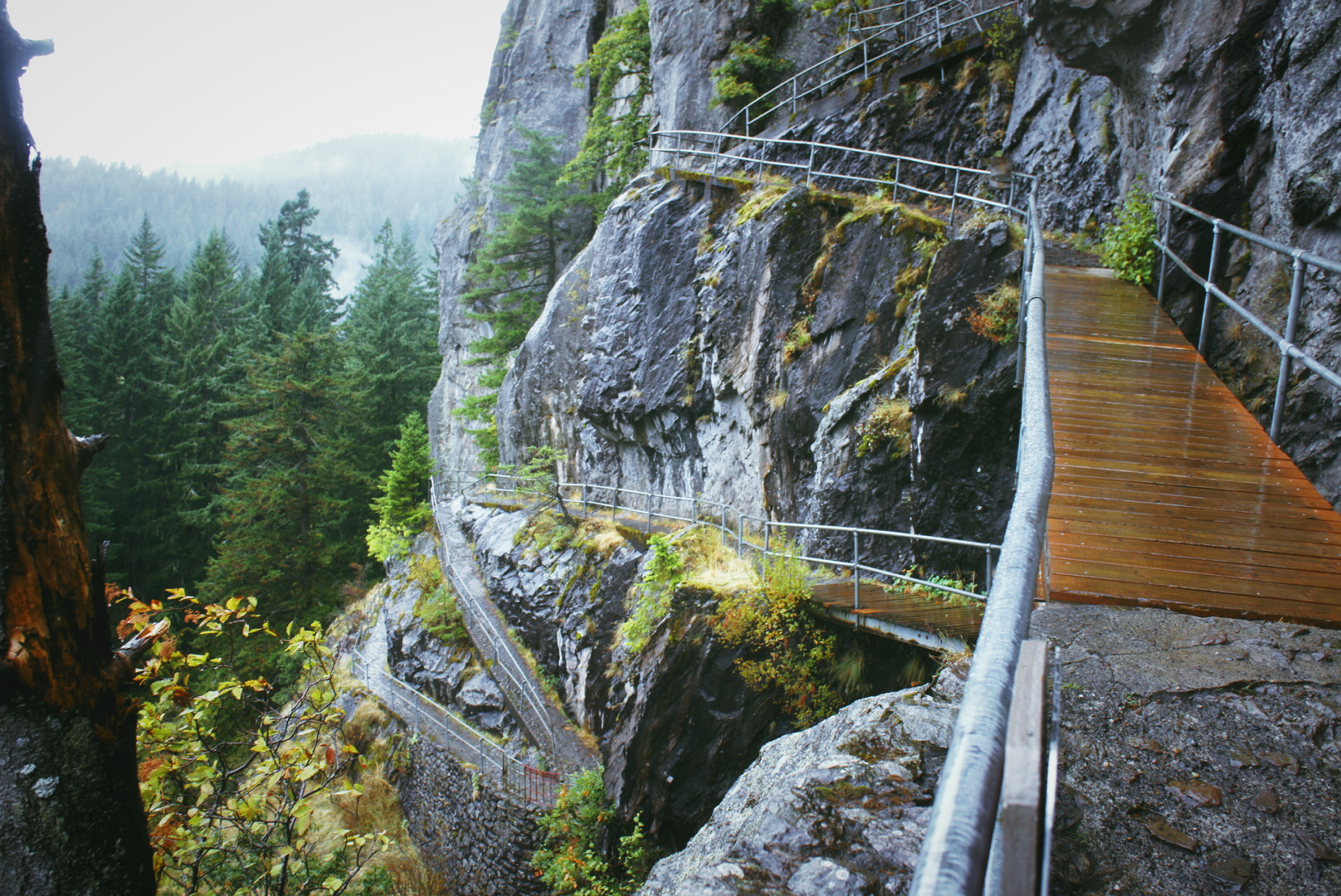
Sur le chemin d'accès (septembre 2015).
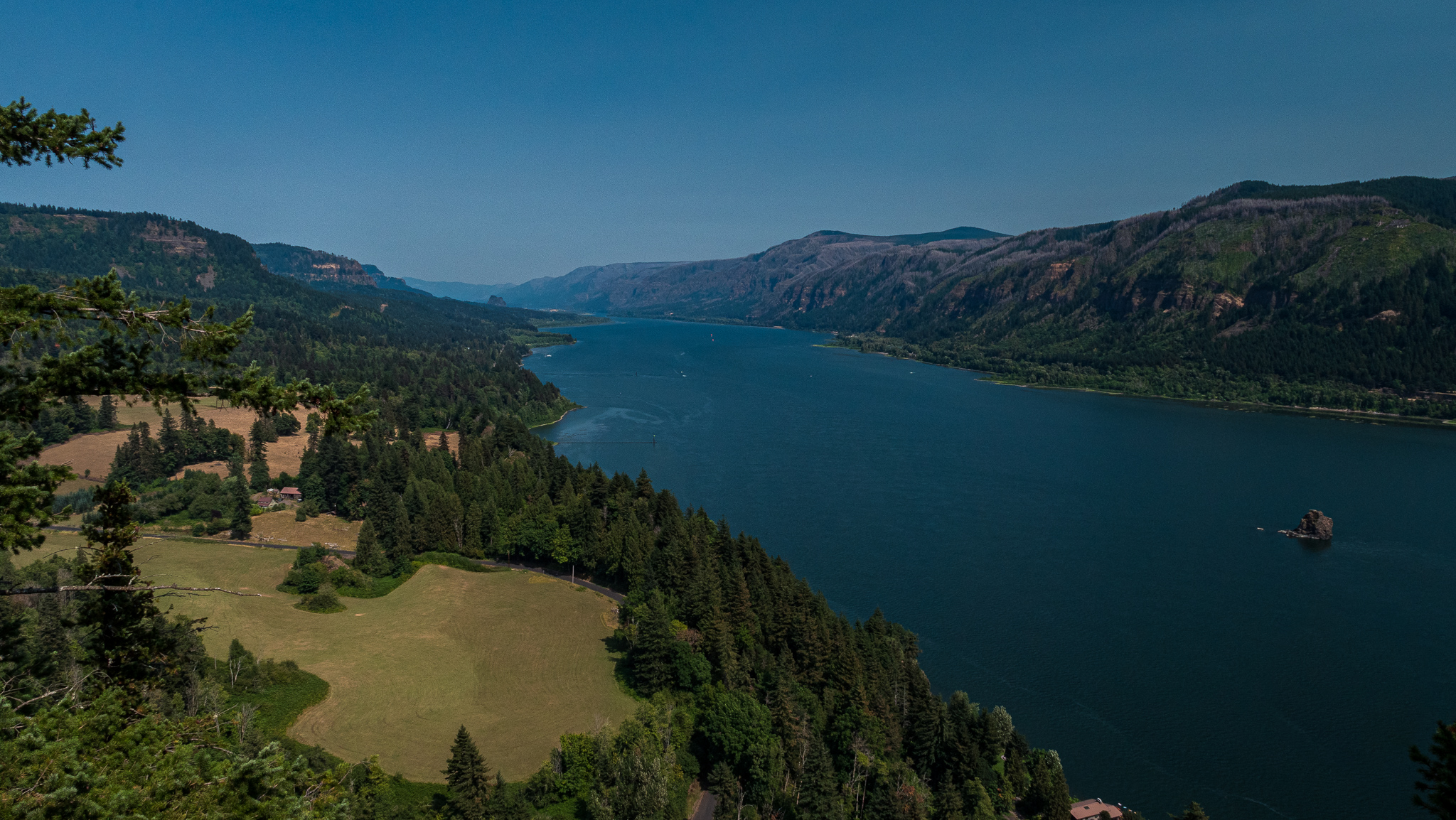
Vue sur la vallée du Columbia, depuis le point de vue de Beacon Rock (octobre 2021).
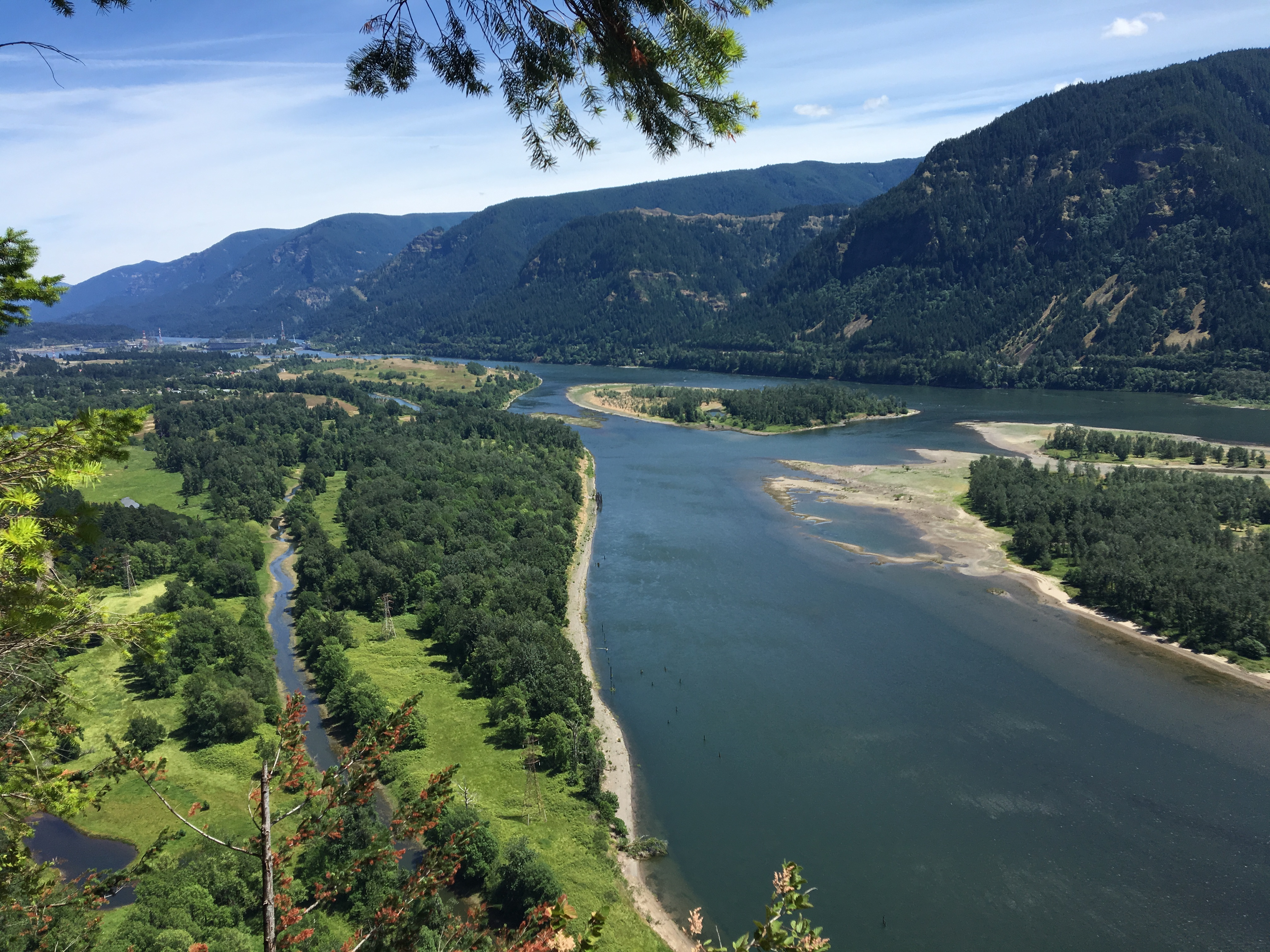
Juin 2016.
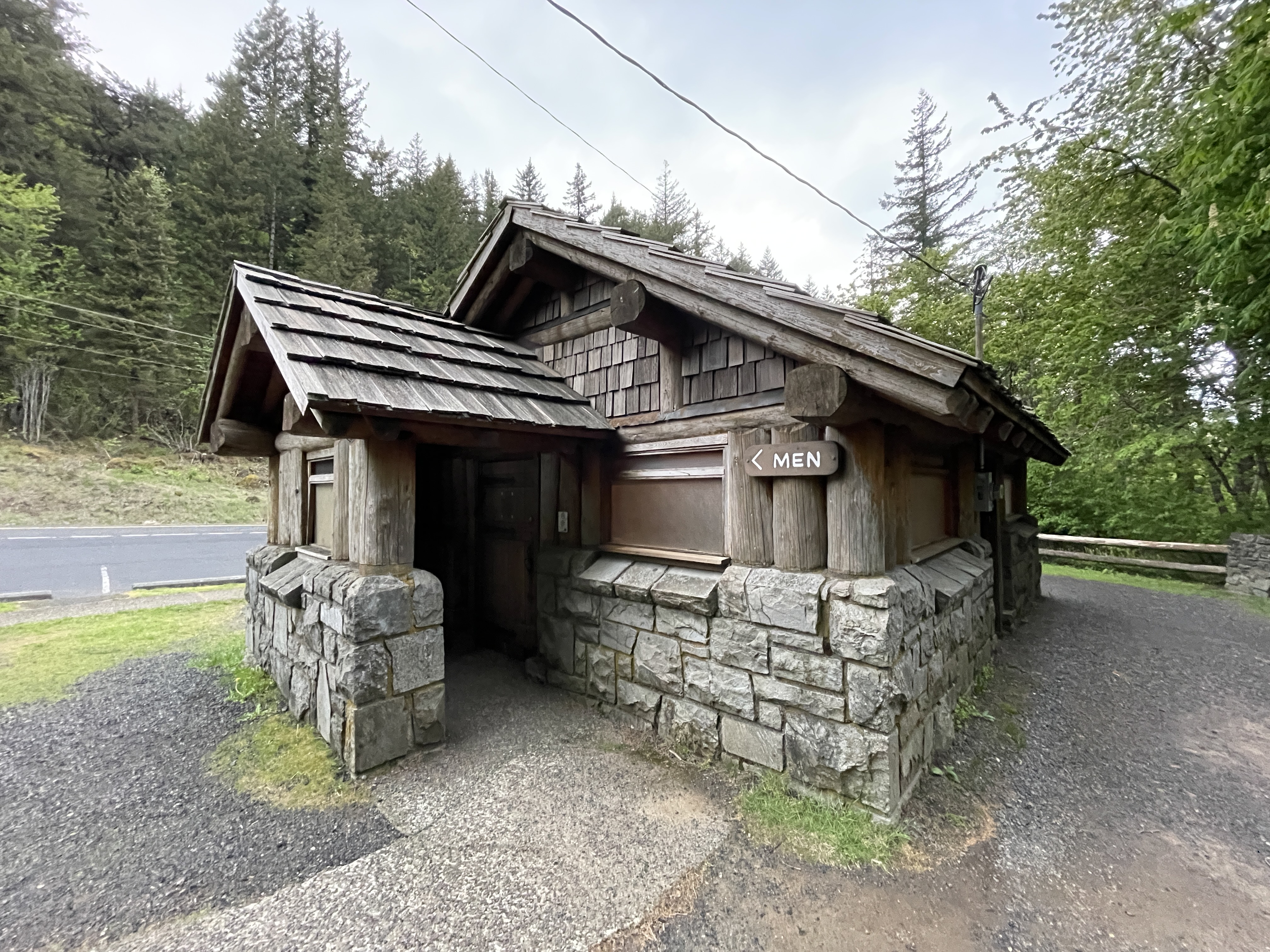
Cabane (toilettes) construite par le Civilian Conservation Corps (CCC) dans les années 1930.
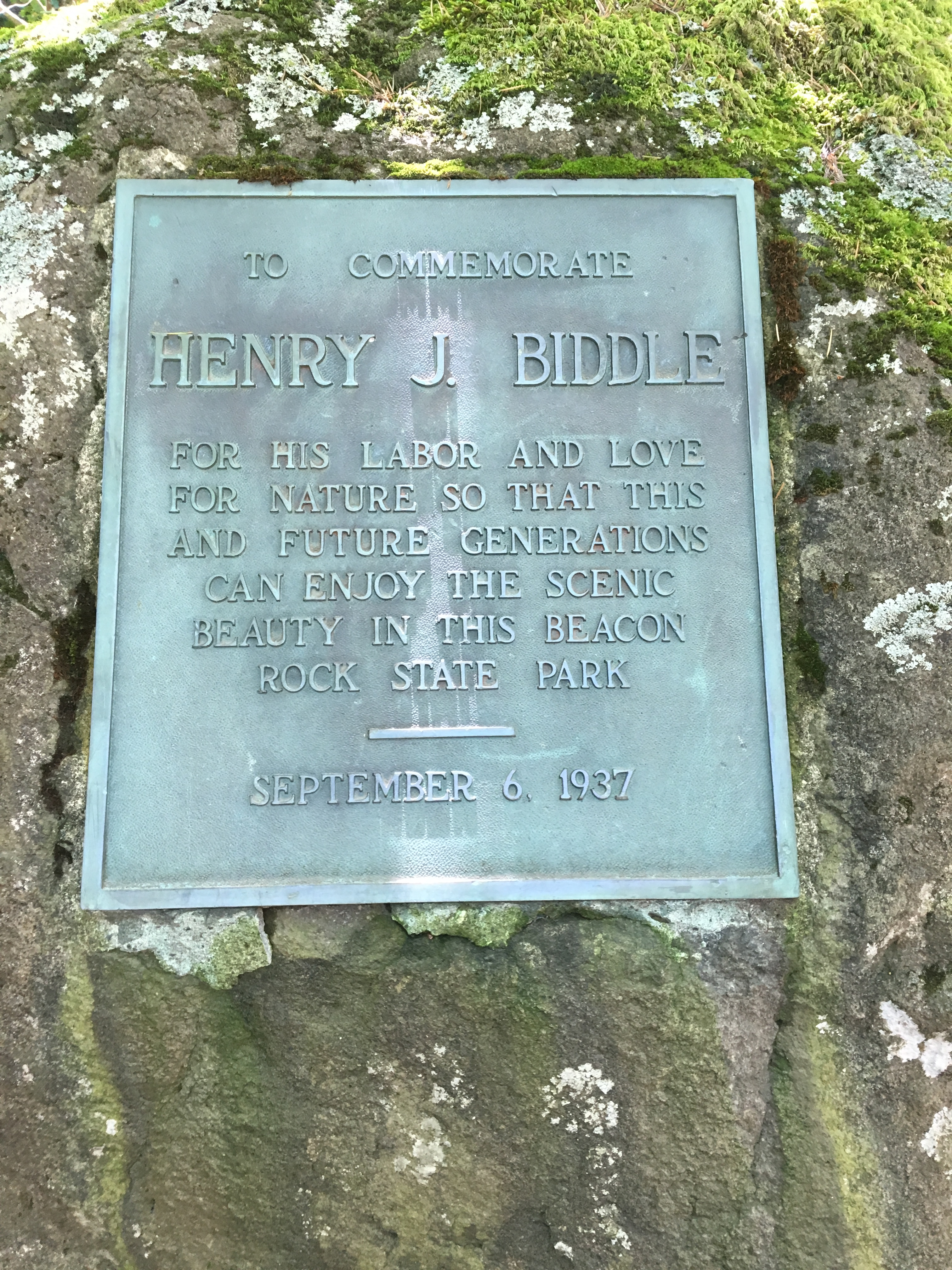
Plaque à Henry J. Biddle, qui donna ses terres à l'état pour en faire un parc (posée en 1937).
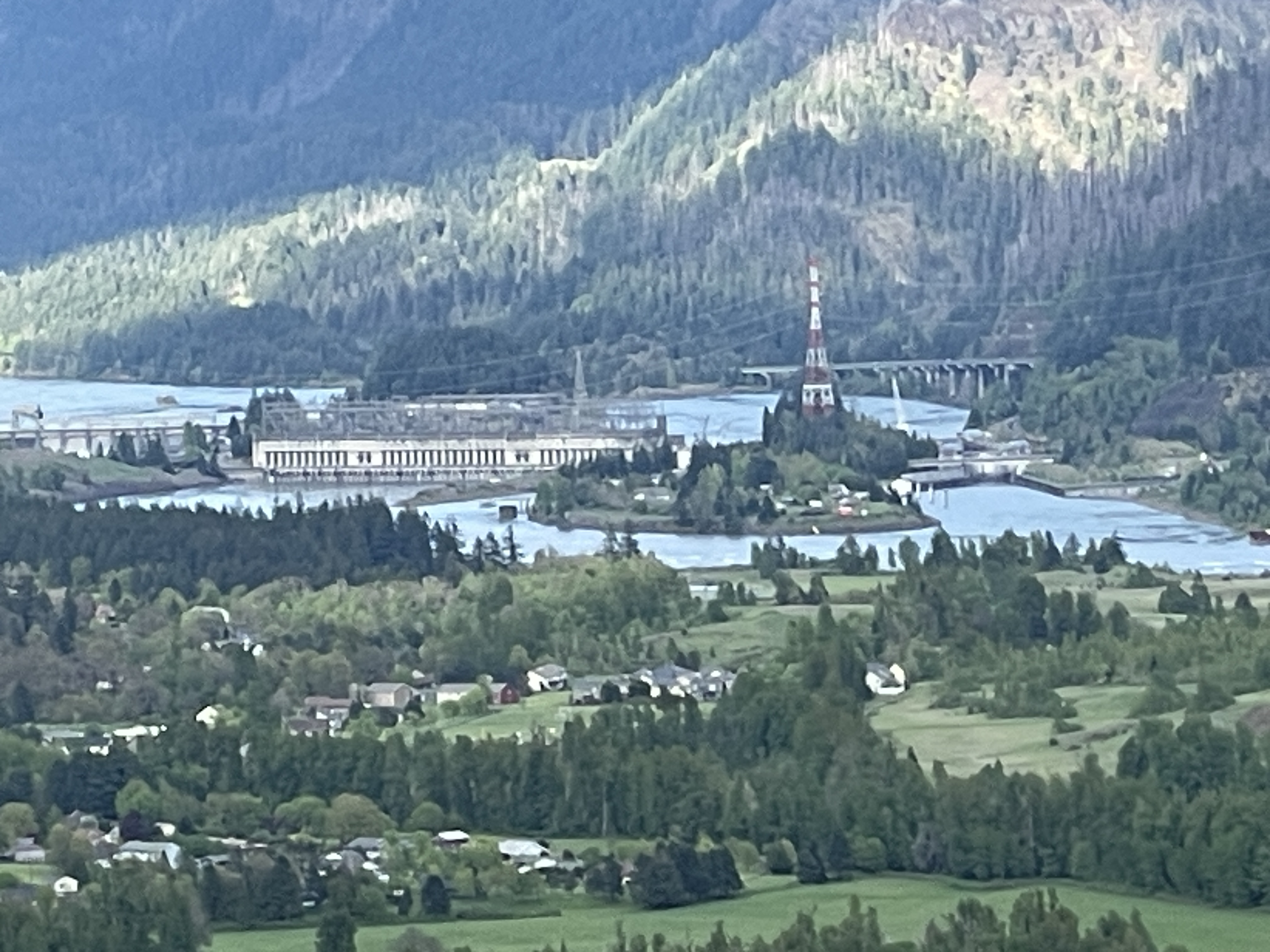
Barrage de Bonneville en 2023.

## Pages externes
- Ressource relative à la géographie :   - Geographic Names Information System
- Position de Beacon Rock sur Qwant Maps